# غراهام ناش
غراهام ناش (بالإنجليزية: Graham Nash) (و. 1942  م) هو مغن مؤلف، وعازف قيثارة من المملكة المتحدة، والولايات المتحدة، ولد في بلاكبول، يستخدم آلات قيثارة، وهارمونيكا.

## جوائز
حصل على جوائز منها:
- جائزة لوسي  [لغات أخرى]‏ (2016)
- نيشان الامبراطورية البريطانية من رتبة ضابط (أكتوبر 2010)
- جائزة غرامي لأفضل فنان صاعد (مارس 1970).

## وصلات خارجية
- غراهام ناش على موقع IMDb (الإنجليزية)
- غراهام ناش على موقع الموسوعة البريطانية (الإنجليزية)
- غراهام ناش على موقع روتن توميتوز (الإنجليزية)
- غراهام ناش على موقع ميوزك برينز (الإنجليزية)
- غراهام ناش على موقع رولينغ ستون (الإنجليزية)
- غراهام ناش على موقع إن إن دي بي (الإنجليزية)
- غراهام ناش على موقع أول ميوزيك (الإنجليزية)
- غراهام ناش على موقع ديسكوغز (الإنجليزية)
- غراهام ناش على موقع قاعدة بيانات الفيلم (الإنجليزية)

- غراهام ناش في قاعدة بيانات الأفلام على الإنترنت